# Hamilton Lyster Reed
Hamilton Lyster Reed (né le 23 mai 1869 à Dublin - mort le 7 mars 1931 à Londres) fut un général britannique. Il a servi dans l'armée de terre britannique lors de la Première Guerre mondiale.